# Villerupt
Villerupt is een gemeente in het Franse departement Meurthe-et-Moselle (regio Grand Est). De plaats maakt deel uit van het arrondissement Briey. Villerupt telde op 1 januari 2022 10.086 inwoners.

## Geschiedenis
Van de middeleeuwen tot het midden van de 19e eeuw was Villerupt een landbouwdorp. Wel was er al ijzerbewerking door de aanwezigheid van een rijke ijzerertslaag. Maar vanaf de 19e eeuw maakten deze familiale ondernemingen plaats voor grote industriële bedrijven. Na 1871 kwam de gemeente op de grens met het Duitse Keizerrijk te liggen door de aanhechting van Moselle en de Elzas. De concurrentie met de metaalverwerkende bedrijven in Luxemburg en Duitsland gaf een sterke impuls aan de industrie van Villerupt. En door het procédé van Thomas Gilchrist slaagde men erin om van het lokale ijzererts (de minette, erg rijk aan fosfor) toch hoogwaardig staal te maken. De twee grote staalproducenten in de gemeente waren de Usine d'Aubrives en de Usine de Micheville. In de jaren 1950 stelden die samen meer dan 6000 arbeiders te werk. Deze arbeiders werden aangetrokken van het omliggende platteland en later uit het buitenland, voornamelijk uit Italië.
Vanaf de jaren 1960 zette het verval in van de industrie, te beginnen met de sluiting van de mijn van Aubrives in 1961. In 1968 sloot de Usine d'Aubrives en in 1971 de Usine de Micheville. Er kwam wel een opvolger, de Société des Laminoirs de Villerupt, maar ook deze sloot de deuren in 1986. Zo gingen op 25 jaar 8000 arbeidsplaatsen verloren. Het treinstation sloot na 100 jaar in 1978.

## Geografie
De oppervlakte van Villerupt bedroeg op 1 januari 2022 6,56 vierkante kilometer; de bevolkingsdichtheid was toen 1.537,5 inwoners per km².

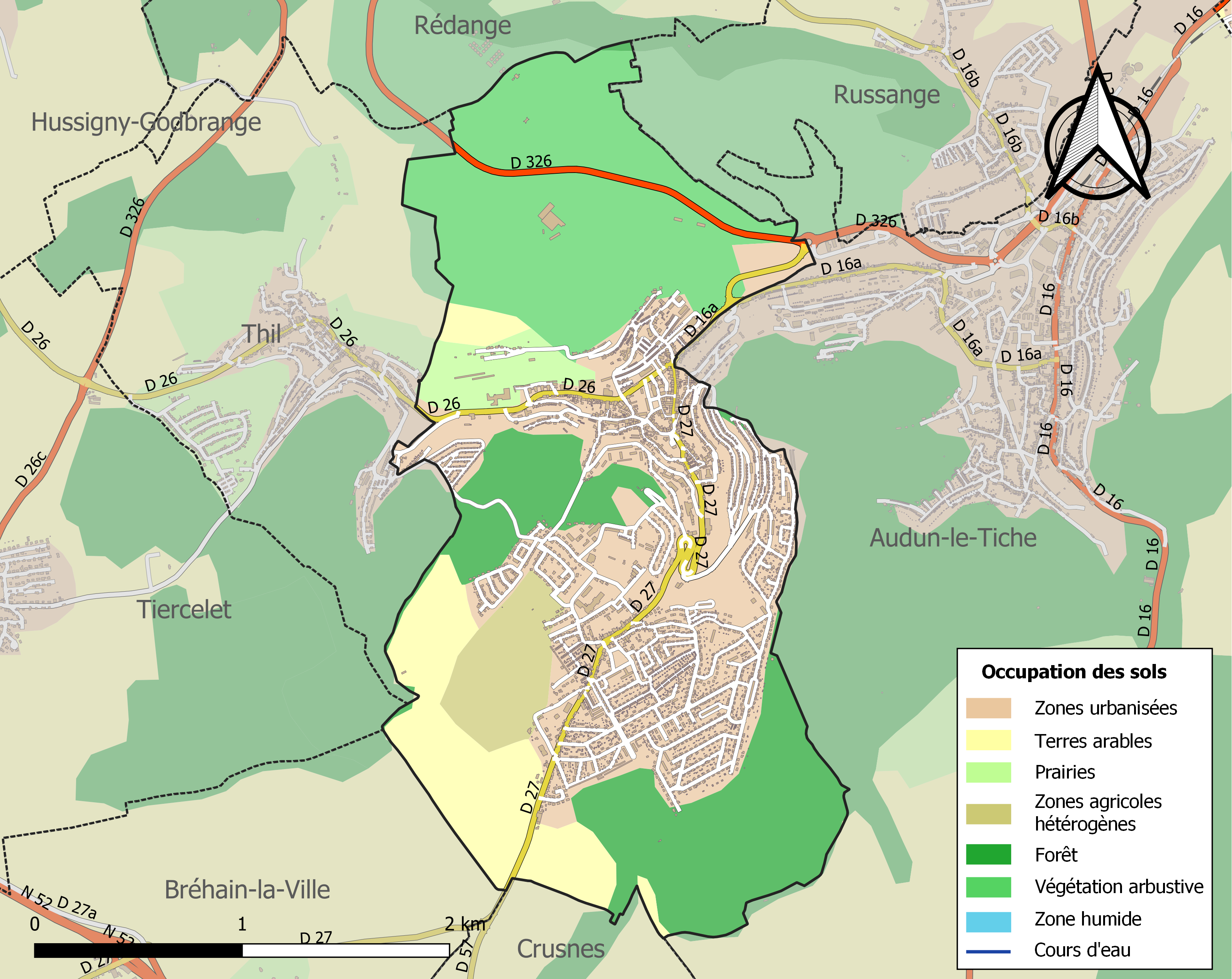
Kaart van de gemeente met de belangrijkste infrastructuur, bodemgebruik en omliggende gemeenten

## Demografie
De gemeente telde 561 inwoners in 1861, 6636 inwoners in 1911 en 9041 inwoners in 1936.
Vanaf de jaren 1970 kwam er een scherpe terugval in het bevolkingsaantal door de sluiting van fabrieken.
Onderstaande figuur toont het verloop van het inwonertal (bron: INSEE-tellingen).

## Erfgoed
De gemeente telt vooral industrieel erfgoed.
Het orgel van de kerk Notre-Dame werd gebouwd in het midden van de 19e eeuw en stond aanvankelijk in een kloosterkerk in Saint-Nicolas-de-Port. Het is beschermd als historisch monument.

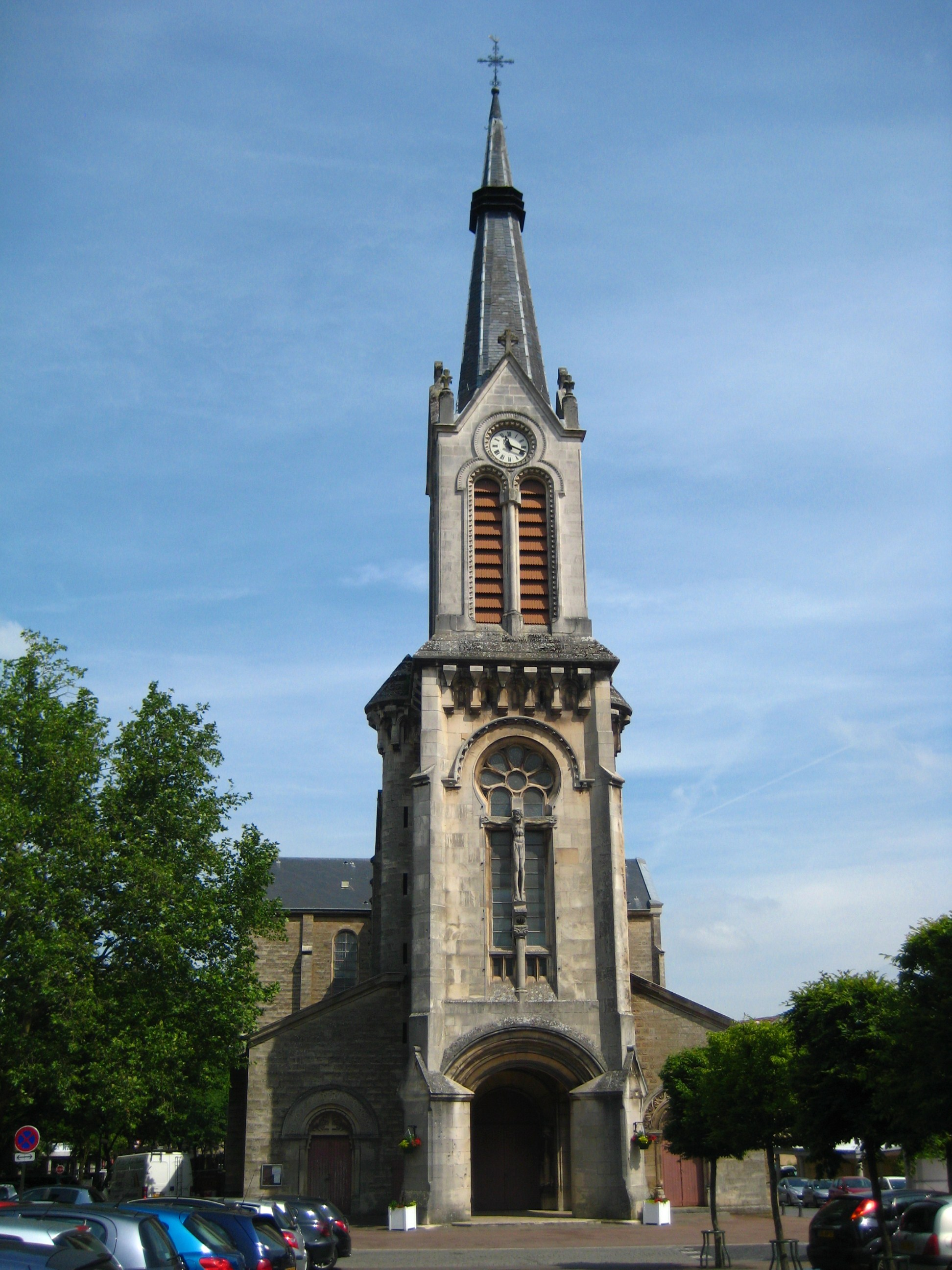
Nieuwe kerk
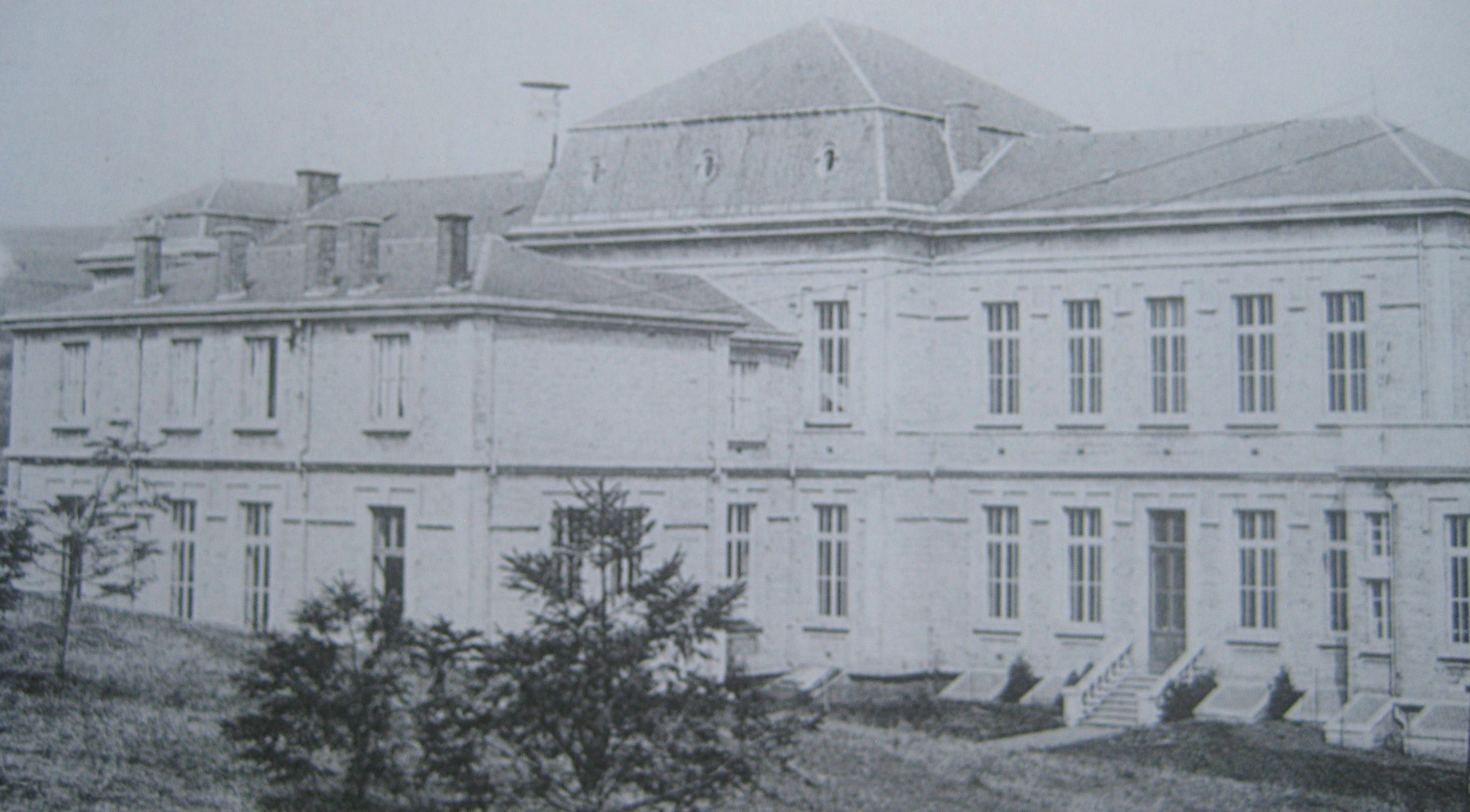
Ziekenhuis
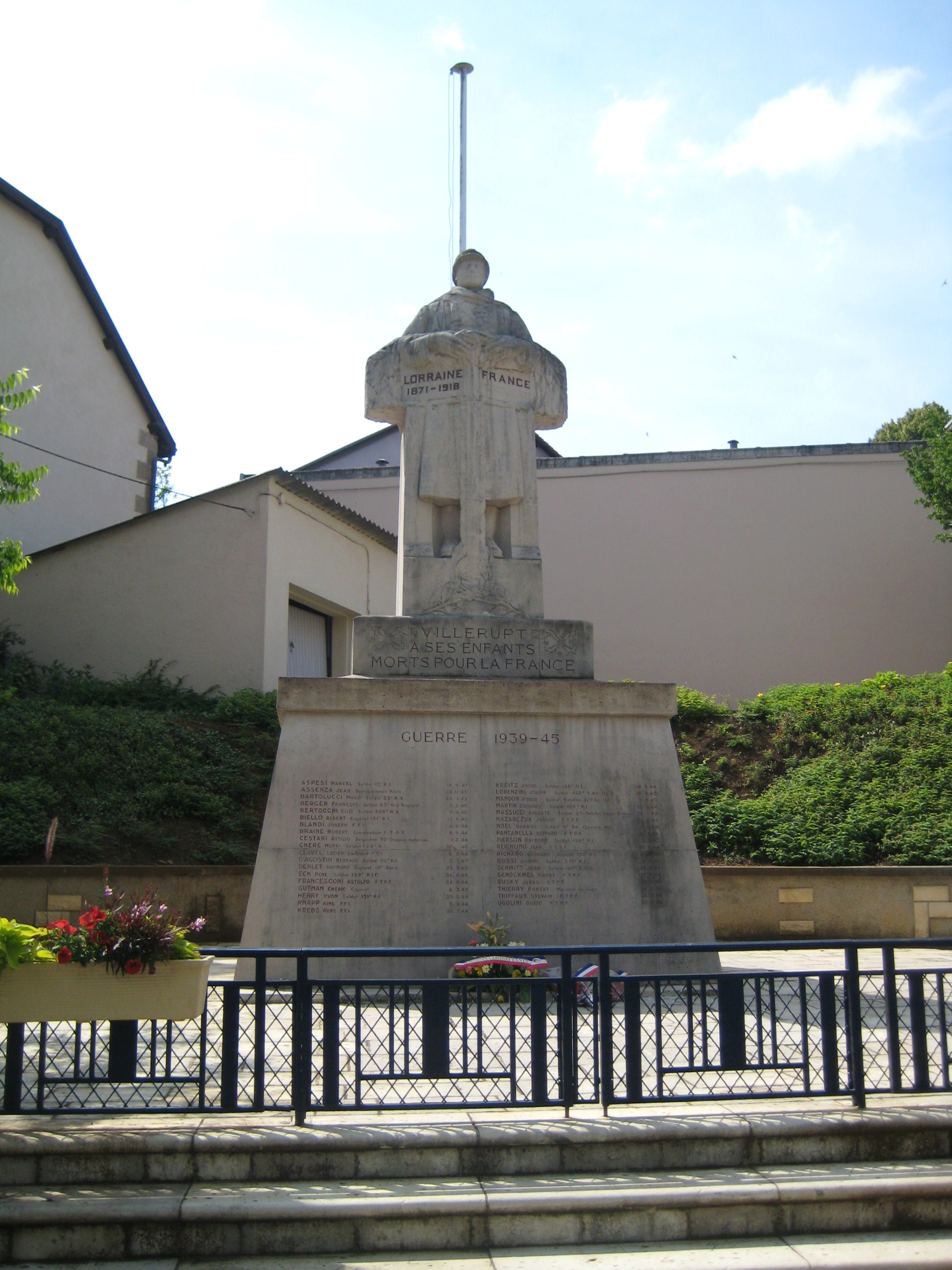
Oorlogsmonument
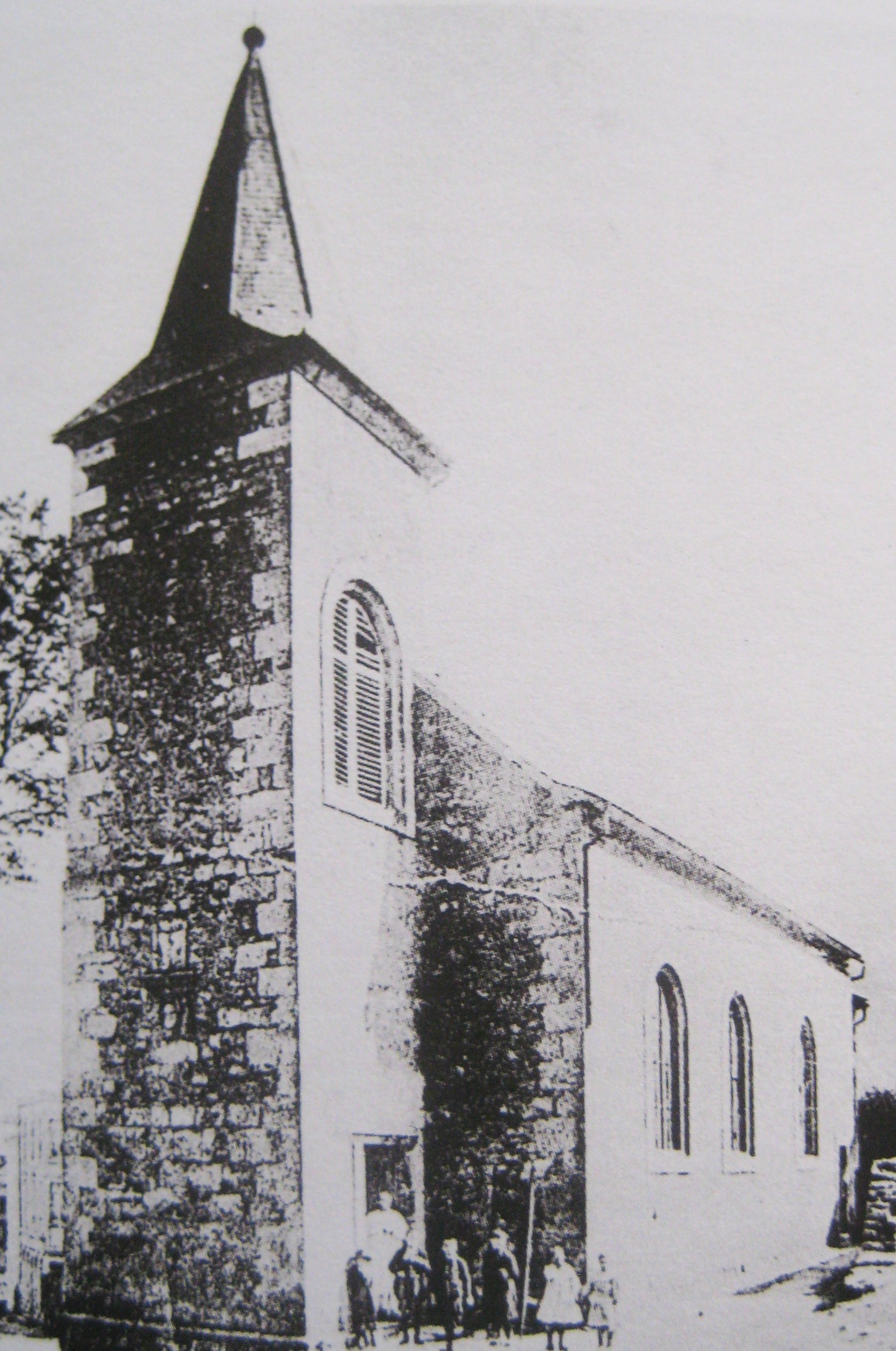
Oude kerk
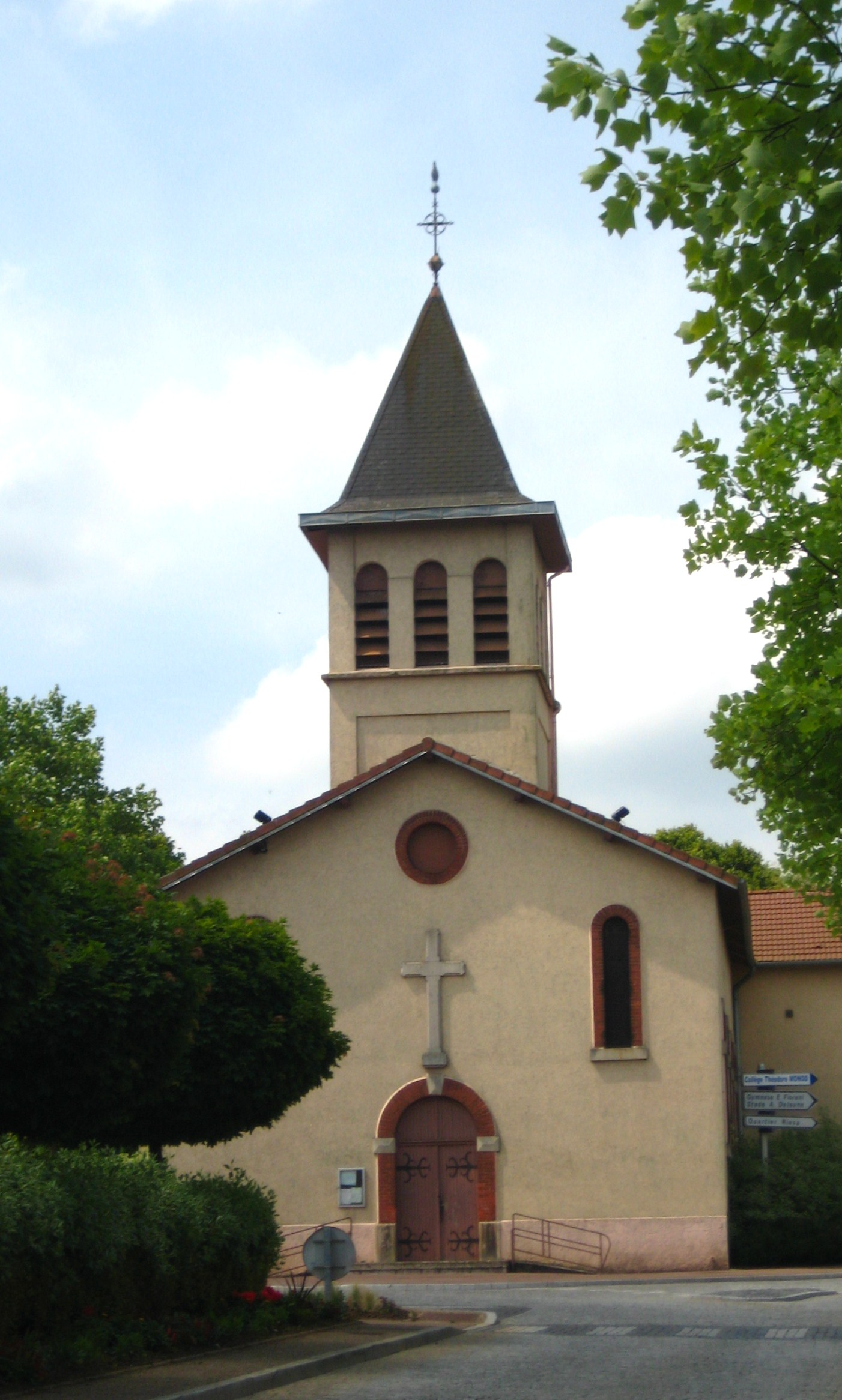
Kapel van Cantebonne
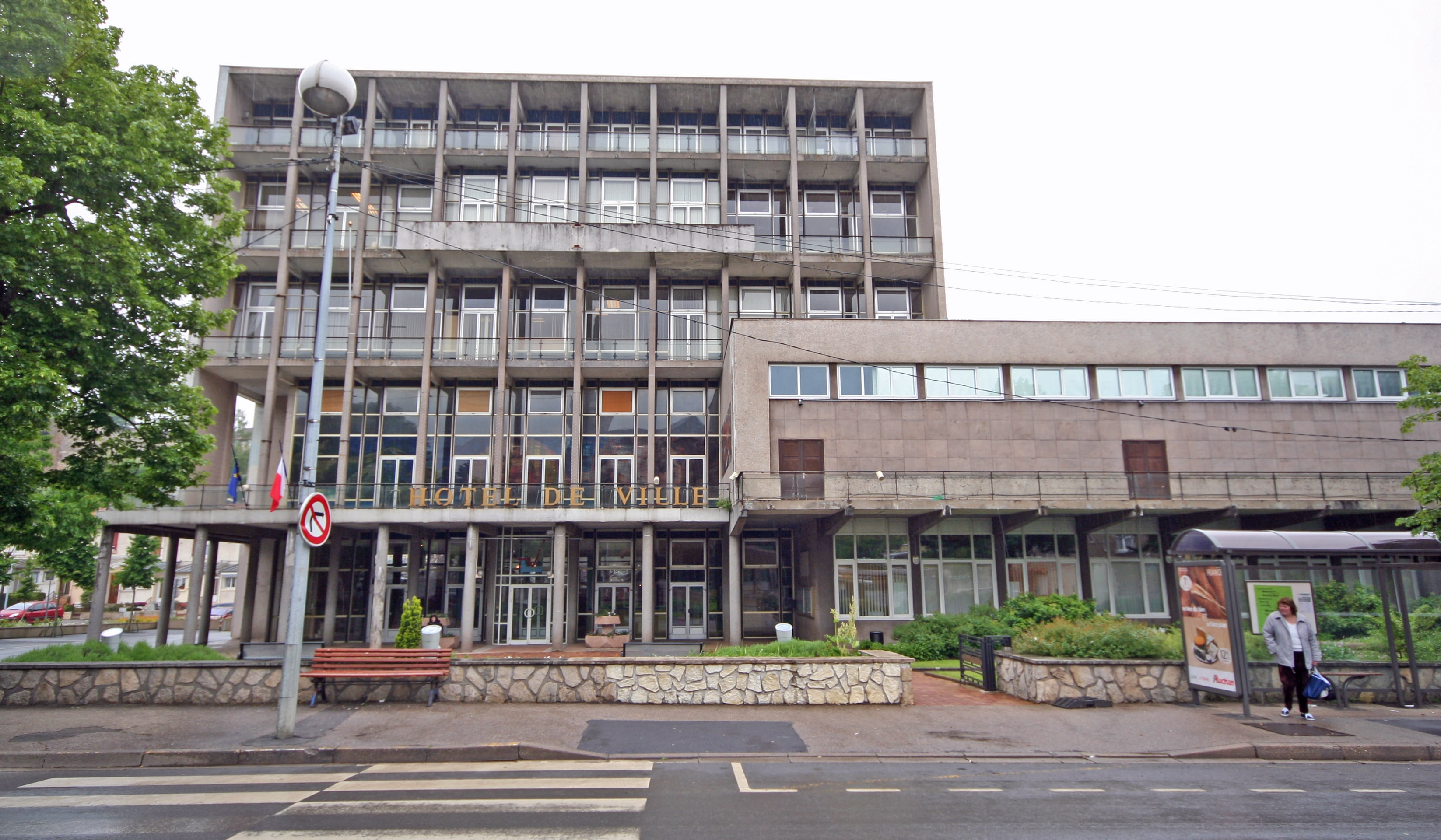
Gemeentehuis

## Geboren
- Patrick Formica (18 januari 1959), voetballer
- Olivier Jacque (29 augustus 1973), motorcoureur